# Brain Circus
Brain Circus es el cuarto álbum de la banda Cornbugs, lanzado en febrero de 2004.
El álbum presenta la guitarra del virtuoso Buckethead, la voz de Bill "Choptop" Moseley y la percusión de Pinchface. Este álbum también es el primero en el cual aparece la colaboración del teclista Travis Dickerson pero solo en algunas canciones.
El álbum fue reeditado con una portada diferente.

## Canciones
1. Riders Of The Whistling Skull - 6:17
2. Wasteland - 3:22
3. Mushroom Workers - 4:06
4. Dirty Sperm Rag - 2:54
5. Firin' Pin - 1:54
6. Boots Upon The Ground - 3:43
7. Crab Claw Maracas - 3:28
8. Kingdome Come - 2:39
9. Down, Down, Down - 5:15
10. (I Want Me A) Clone - 2:30
11. Arm Torn Off By The Train - 3:32
12. Voodoo Muffin - 5:10
13. Hippie Days Are Done - 3:13
14. Truck Fire - 2:04

## Créditos
- Choptop - Vocalista
- Buckethead - Guitarra
- Pinchface - Percusión
- Travis Dickerson - Teclado
- Grabado en el estudio de grabación de Travis Dickerson